# League of Legends (computerspel)
League of Legends (LoL) is een computerspel ontwikkeld en uitgebracht door Riot Games in 2009. Het spel is gebaseerd op een modificatie van het spel Warcraft III. League of Legends is compatibel met het besturingssysteem Microsoft Windows en sinds 2013 ook met Mac OS X.

## Doel en speelwijze

### Het spel
League of Legends is een MOBA (multiplayer online battle arena). League of Legends kan enkel online gespeeld worden tegen andere menselijke spelers of bots (computer bestuurd). Hierbij worden de spelers, ook wel Summoners genoemd, in een team geplaatst. Er zijn in totaal twee teams die het tegen elkaar opnemen. Deze teams bestaan uit vijf of drie spelers per team. Dit is afhankelijk van welke map je kiest om op te spelen: Summoners Rift (5 kampioenen tegen 5 kampioenen), Twisted Treeline (3 tegen 3) of All random all mid (5 tegen 5 met een willekeurige kampioen). Ieder team heeft een Nexus. Als deze eenmaal vernietigd is, heeft het team die zijn Nexus nog heeft gewonnen. De spelers verdienen door het spel heen gold (goudstukken). Dit is virtueel geld waarmee ze in de spelronde voorwerpen, kunnen kopen. Van deze voorwerpen, zoals een zwaard, wordt de speler sterker. De speler krijgt iedere seconde 1 goudstuk. Ook kan de speler oogsten om meer gold te verdienen. De gekozen kampioen zal door het spel heen levelen. Per level (niveau) kun je een vaardigheid verhogen. Iedere kampioen heeft vier verschillende vaardigheden die hij kan verhogen, drie vaardigheden kunnen vijf keer verbeterd worden. De vierde is je sterkste vaardigheid, deze kun je drie keer verhogen. Het hoogste niveau is 18.
Op Summoners Rift en Twisted Treeline is er ook een jungle aanwezig. Hierin kan men neutrale monsters vinden. Deze zullen niet aanvallen, tenzij deze worden aangevallen. Ook hier krijgt de speler ervaring en gold voor.

### Taken binnen het spel
Kampioenen worden vaak speciaal gemaakt op basis van een bepaalde rol. Dit wil echter niet altijd zeggen dat deze niet een andere kan vervullen. Iedere kampioen, buiten de support, heeft als taak minions te doden. Verdere hoofdrollen zijn:
- Tank: deze kampioen speelt meestal op de top lane. Deze heeft als taak zoveel mogelijk defensieve items te kopen. De tank zal uiteindelijk hoofdzakelijk het team moeten beschermen tegen het andere team.
- APC (ability power carry): deze kampioen speelt meestal op mid lane. Hiervoor zal de speler een ability power kampioen kiezen. Deze worden ook wel mages genoemd. Ze zijn defensief vaak erg zwak, maar kunnen op korte termijn veel schade toebrengen.
- ADC (attack damage carry): deze kampioen speelt meestal op bot lane. Hiervoor zal de speler een attack damage, ook wel marksman genoemd, kampioen kiezen. Het hoofddoel is om zoveel mogelijk schade toe te brengen met attack damage. Een ADC koopt ook vaak attack speed en critical items. Dat zijn items die willekeurig schade doen.
- Hulpverlener: deze kampioen speelt meestal samen met de ADC op de onderste laan. Deze heeft als taak de ADC zo goed mogelijk te ondersteunen en beschermen tegen vijanden. Deze kampioen heeft vaardigheden die sterk verschillen van andere kampioenen. Dit zijn vaak ondersteunende vaardigheden, die wel schade toe kunnen brengen, maar relatief weinig doen.
- Boswachter: deze kampioen speelt in het bos. De boswachter zal in het bos neutrale monsters doden en hiermee levelen en gold ontvangen. De taak van de boswachter is de lanes te helpen door middel van ganks. Dat zijn aanvallen vanuit de zijkant van de lanes. De bedoeling is dat de boswachter samen met de kampioen op de lane, voor een doding zorgt.

### Banen
Op Summoners Rift heb je een bovenste baan (toplane), een middelste (midlane) en een onderste (botlane of bottomlane). Meestal staat op top een tank, attack damage kampioen of ability power kampioen. Op mid een attack damage of een ability power kampioen. En op bot de ADC met zijn support. Deze banen kunnen via de basis of vanuit zijkanten betreden worden. De top en bot lane hebben één zijkant, de mid lane heeft er twee.

### Winkel
Op iedere kaart is een winkel aanwezig waar de speler spullen kan aanschaffen. Deze spullen maken de speler sterker of brengen andere voordelen met zich mee. Ook kunnen deze steeds gemoderniseerd worden. Iedere kampioen heeft plaats voor 6 spullen en één snuisterij.

### Standaardeigenschappen van een kampioen
Iedere kampioen heeft een aantal standaard eigenschappen, die middels spullen verbeterd kunnen worden. Deze verschillen per kampioen. Dit zijn:
- Aanvalsschade (sterkte met standaard aanvallen)
- Vaardigheid schade (sterkte met vaardigheden)
- Aanvalssnelheid (snelheid van aanvallen)
- Bewegingssnelheid (snelheid van lopen)
- Pantser (weerstand tegen aanvalsschade)
- Magie weerstand (weerstand tegen vaardigheid schade)
- Afkoelings vermindering (sneller opnieuw vaardigheden gebruiken)

Ook zijn er geavanceerde eigenschappen zoals
- Onverzettelijkheid
- Kritische slag kans
- Leven stelen
- Spreuk vampirisme
- Mana regeneratie
- Gezondheid regeneratie
- Dodelijkheid
- Magie doordringingsvermogen

## Werelden

### Summoner's Rift
Op de map Summoner's Rift zijn de basissen van beide teams verbonden door drie paden. Om de zoveel tijd worden slaafse volgelingen voortegebracht vanuit de Nexus, die over de paden lopen en elke vijand van de vijandige ploeg aanvallen die zij tegenkomen. Elk pad heeft drie geschuttorens die vijanden in bereik aanvallen. Torens die het verste weg van de nexus staan zijn de outer-turrets. Deze zijn het zwakst, maar nog steeds extreem gevaarlijk aan het begin van het spel. De secondary turrets zijn de middelste torens. De torens die helemaal aan het einde van de paden zijn worden de inner turrets genoemd en dienen als laatste bescherming voor de inhibitors, die vlak achter de inner turrets staan. Inhibitors zijn gebouwen die zorgen dat het vijandige team geen super minions, zeer sterkere minions, kan spawnen op het desbetreffende pad van de inhibitor. Het team dat een inhibitor heeft vernietigd krijgt een tijdelijk voordeel, maar de inhibitors respawnen na 5 minuten. Als laatste wordt de Nexus nog bewaakt door 2 geschuttorens, de Nexus turrets. Deze turrets zijn iets zwakker dan de andere turrets. Wanneer een team een toren van de tegenstander weet te vernietigen, krijgt iedere speler van dat team 150 gold.
Naast de paden heeft de map ook bos gebieden, waarin zich neutrale monsters bevinden die gedood kunnen worden voor extra goudstukken en ervaring. Er zijn neutrale monsters in de jungle die de speler een tijdelijke verbetering geven als het wordt gedood. Een ander speciaal terreinkenmerk zijn de struiken (brush) die de vizierlijn (line of sight) van kampioenen en slaafse volgelingen blokkeert.
Het doel van elk team is om de Nexus van het vijandige team te vernietigen. Het eerste team dat dit lukt is de winnaar. Overwinning kan ook worden bereikt als het vijandige team zich overgeeft door middel van een stemsysteem. 70%, ofwel 4 van de 5 spelers moeten het eens zijn om dit te bereiken. Overgeven kan bij Summoner's Rift na 20 minuten speeltijd.

### Twisted Treeline
Twisted Treeline werd verwijderd op 19 november 2019. Op de map Twisted Treeline zijn de basissen van beide teams in tegenstelling tot Summoner's Rift verbonden door twee paden. De map is kleiner dan Summoner's Rift; en elk team bestaat hier uit drie spelers. Tussen de banen bevindt zich een jungle en twee altaren. Als een van deze altaren door een team wordt veroverd dan krijgt dat team een bonus en als beide altaren door één team worden veroverd dan komt er nog een (grotere) bonus bij. Net zoals bij Summoner's Rift is het hier de bedoeling om de Nexus van het vijandige team te vernietigen. Overgeven kan op deze map al na 15 minuten.

### ARAM
In ARAM (All Random All Mid) kent men één baan. Je krijgt een random kampioen aangewezen waarmee je moet spelen, de verschillende spelers kunnen met elkaar van kampioen ruilen voor het spel begint. Er zijn twee geschuttorens voor elk team aanwezig op de baan en twee voor elk team bij de Nexus. Het doel is net als bij de andere maps de Nexus te vernietigen. Overgeven kan na 15 minuten. Als je klaar bent met spelen krijg je punten. Als je genoeg punten hebt kun je dobbelen in de champion select (selecteren van de kampioenen). Hierdoor krijg je een andere random champion.

### Dominion
Dominion was een spelmodus die in september 2011 is uitgebracht en in 2016 werd weggehaald omdat deze niet genoeg gespeeld werd om onderhouden te worden. Dominion bracht snellere actie en tactische gameplay op een nieuwe map, The Crystal Scar, en had een nieuwe capture-and-hold speelstijl. De inhibitors en turrets waren vervangen door vijf capture points. Het veroveren van een van deze punten zou het in een geschuttoren veranderen die minions spawnde. Deze gamemodus was gericht op een veel kortere tijdsduur dan de klassieke mode : de meeste Dominion spellen duurden ongeveer 15-25 minuten. Overgeven kon hier na 15 minuten.

## Speciale Gamemodes
Buiten de hoofd Gamemodes werden er ook speciale gamemodes uitgegeven. Wat deze gamemodes zo speciaal maakten was dat ze meestal ontworpen waren rond een specifiek thema en de basisregels van het spel doorbraken, zo kon er bij Hexakill bijvoorbeeld met zes spelers in een team worden gespeeld in plaats van vijf. Deze gamemodes waren slechts beschikbaar voor een beperkte periode.. Elk weekend komt nu een van deze gamemodes terug in de Rotating Gamemode Queue.

#### One For All
In One For All speel je met 5 spelers op eenzelfde map (Summoner's Rift) en met dezelfde champions. Deze champion wordt gekozen op basis van welke champions elke speler bezit. In het begin van het spel kan iedere speler zijn of haar 'stem' uitbrengen welke champion hij of zij prefereert te spelen. Het andere team doet hetzelfde. Deze gamemodus was tijdelijk te spelen van 22 november tot 2 december 2013, en maakte later een terugkeer in oktober 2015.

#### Hexakill
In Hexakill speel je in plaats van met 5 mensen, met 6 mensen in een team. De gamemodus werd gespeeld op Summoner's Rift. Er was verder niks bijzonders aan deze gamemodus. Deze gamemodus was tijdelijk te spelen van 20 februari tot 2 maart 2014.

#### Ultra Rapid Fire (U.R.F)
Ultra Rapid Fire was een mode die geïntroduceerd werd als 1 aprilgrap en later voor een korte tijd beschikbaar was. Spelers konden deze mode spelen van 1 april tot 14 april 2014. Wat de mode zo bijzonder maakte waren de lage cooldowns; in deze mode kreeg iedere speler 80% cooldownreduction, 25% tenacity, 60 bonus movement speed, 100% extra attack speed (alleen ranged) en 25% bonus crit-damage (alleen ranged). Een jaar later kwam deze modus weer terug voor twee weken. U.R.F is de meest geliefde speciale gamemodus onder de spelers, deze waren ook niet blij met de aankondiging van de Rotating Gamemode Queue, omdat hierdoor U.R.F maar voor een veel kortere tijdsduur te spelen is.

#### One for All: Mirror Mode
One for All: Mirror Mode is een aanpassing van de spelmodus One for All. In tegenstelling tot One for All mogen alle 10 spelers een champion naar keuze, zonder die champion te bezitten, nomineren. Als eenzelfde champion meer dan 50% van de stemmen krijgt, wordt deze aan alle 10 spelers toegewezen. Zo niet, dan wordt er een willekeurige champion uit de nominaties gekozen. Deze spelmodus wordt gespeeld op Howling Abyss. De gamemodus was tijdelijk te spelen in juni 2014.

#### Ascension
Ascension was een gamemodus gebaseerd op de verhaallijn van Azir, een kampioen die op 16 september uitgebracht werd, De modus speelde zich af op de dominion map Kristal Litteken en was beschikbaar van 10 september tot en met 25 september. Het doel bestond eruit om met je team als eerste 200 punten te verzamelen. Punten konden onder andere worden verzameld door vijandige kampioenen te verslaan of relikwieën te verzamelen.

## Beheren van account
Naarmate een speler spellen wint krijgt hij ervaringspunten voor zijn account, waarna hij een level stijgt als hij genoeg van deze points heeft geaccumuleerd. Dit is belangrijk omdat bepaalde vaardigheden en opties pas beschikbaar worden wanneer een speler een bepaald level heeft bereikt. Een voorbeeld hiervan zijn de zogenaamde "Summoner Spells", waarvan vóór elke wedstrijd er twee worden gekozen door de speler om hem te helpen in de wedstrijd. Sommige van deze Summoner Spells zijn pas vanaf een hoger level beschikbaar. Op level 30 is de level cap bereikt, wat betekent dat de level van het account niet meer kan toenemen. Ook kan de speler op level 30 deelnemen aan de "ranked" game mode. Ranked mode is waar het grootste deel van het spel om draait en waar ook de meeste publiciteit van is. Ranked gebruikt Draft Mode waarmee elk team 3 kampioenen kan verbieden, en de twee teams kunnen niet dezelfde kampioen kiezen. De keuzes van kampioenen van het vijandige team zijn zichtbaar voor het laden van het daadwerkelijke spel. Deze gamemodus komt beschikbaar als het account van een speler level 30 is, met uitzondering van gearrangeerde teams (level 20 of hoger). In deze gamemodus worden de scores van de speler bijgehouden en op basis van zijn resultaten krijgt de speler een rang toegewezen. Met deze rang kan de speler zich onderscheiden van andere spelers. Naarmate de speler goede resultaten boekt stijgt de rang, terwijl slechte resultaten tot een daling van de rang leiden. Spelers worden bij het aanmaken van spellen opgesteld tegen spelers met ongeveer dezelfde rang.
Als een speler zich niet fatsoenlijk gedraagt, bijvoorbeeld door vervelend te doen in de chat of door het spel te verhinderen
kan hij worden gerapporteerd aan Riot Games. Riot Games, bijgestaan door ervaren spelers, zal het gedrag van de speler onderzoeken en hem indien nodig een sanctie opleggen. Deze sanctie kan variëren van een tijdelijke tot zelfs een permanente verbanning uit het spel.

### Runes
Ieder level speelt de speler 1 runeplaats vrij dus op level 30 heeft de speler 30 runeplaatsen vrijgespeeld waarin runes geplaatst kunnen worden. Runes geven bepaalde voordelen aan de kampioen (virtueel personage) waarmee de speler speelt: een kampioen krijgt met behulp van runes verhoogde eigenschappen, zoals: attack damage, attackspeed of regeneratievermogen. Runes moeten vrijgespeeld worden in de shop (buiten het spel) met influence points. Runes zijn echter erg prijzig.

### Aanschaffen van kampioenen
Per week, en uitsluitend voor die week, is een bepaald aantal kampioenen gratis te spelen, waarna een volledig nieuwe rotatie van gratis kampioenen door Riot Games gekozen wordt. Elke dinsdag wordt er een selectie nieuwe champions gekozen waarmee je gratis kunt spelen. Indien de speler na de "Free-to-play"-week van een kampioen toch verder wil blijven spelen met die kampioen, dient hij hem te kopen. Dit kan met Influence Points (IP) of Riot Points (RP). De Influence Points verkrijgt een speler door wedstrijden te spelen. Riot Points moeten worden gekocht met echt geld of worden op speciale gelegenheden of bij professionele wedstrijden aan spelers geschonken.

### Skins
Skins zijn visuele aanpassingen van een kampioen die enkel kunnen worden gekocht met Riot Points (RP). Ze geven een kampioen een nieuw uiterlijk en in bepaalde gevallen nieuwe animaties. Elke kampioen heeft minstens één skin. Er zijn ook verschillende soorten skins: bepaalde skins hebben speciale animaties, zijn slechts tijdelijk verkrijgbaar (bv. met Kerstmis), of zijn niet meer te koop omdat ze plaats moesten maken voor nieuwe skins waardoor ze een unieke status verworven hebben. Er zijn ook zogenaamde 'Legendary skins' die elk veel RP kosten. Eind 2012 heeft League of Legends ook een zogenaamde 'Ultimate skin' toegevoegd, die hebben een stem verandering en die kunnen evolven elke keer dat je een aanval (spell) maxed. Op dit moment zijn er 4 Ultimate skins : Pulsefire Ezreal, Spirit Guard Udyr, DJ Sona en Elementalist Lux.

### Honorsysteem
Naar aanleiding van de vijandigheid tussen de spelers introduceerde Riot Games in oktober 2012 het Honor systeem. Riot Games hoopt op deze manier een eind te maken aan het over en weer schelden. Spelers kunnen elkaar 'eer betuigen' aan het einde van een match. Door middel van het drukken op een duimicoon kan eer worden toegekend in de volgende categorieën: behulpzaam, vriendelijk, teamwork of eerbiedige tegenstander. Op basis van deze honors kan een Summoner bepaalde extra's krijgen zoals een medaille of zelfs een lintje. Sinds het einde van Season 3 heeft Riot Games ervoor gezorgd dat deze lintjes en medailles niet meer zo makkelijk te krijgen zijn en je komt ze dus niet meer zo vaak tegen.

### Ranked-systeem
Op 15 januari 2013 kondigde Riot Games aan dat ze in Season 3 zouden gaan werken met een nieuw ranked-systeem. Deze aanpassing had grote invloed op het spel, waardoor het veel nieuwe spelers aantrok. Het gaat op de volgende manier: als je ranked speelt, moet je voor je gekwalificeerd wordt voor een League eerst 10 ranked games spelen, dat zijn de placement matches. Op basis van deze games word je op je eigen niveau geplaatst in een van de verschillende Leagues.
Op 25 augustus 2014 werd bekend dat de Master Tier ingevoerd zou worden. Dit zou dan moeten voorkomen dat mensen die in de Challenger Tier zitten niet meer immuun zijn.
Leagues (van het laagst naar het hoogst):
- Iron
- Bronze
- Silver
- Gold
- Platinum
- Emerald
- Diamond
- Master
- Grandmaster
- Challenger